# Duhnen
Duhnen (fra Düne), klit) er en bydel i Cuxhaven ved Niedersachsens Nordsøkyst. Den ligger vest for hovedbyen Cuxhaven og er et område som er domineret af turismen.

## Historie
Kommunen Duhnen tilhørte, sammen med nabokommunerne indtil 1864 det hamborgske "Amt Ritzebüttel" (1394–1864) og derefter "Landherrenschaft Ritzebüttel (1864–1926). 1926 gik kommunerne Arensch, Berensch, Duhnen, Groden, Gudendorf, Holte, Insel Neuwerk, Oxstedt, Sahlenburg, Spangen, Stickenbüttel, Süder- og Westerwisch ind i "Landherrenschaft Hamburg. I marts 1935 blev de nævnte kommuner en del af byen Cuxhaven, der igen den 1. april 1937 blev en del af "Regierungsbezirk Stade", og fra 1978 en del af Landkreis Cuxhaven.
I den sydlige del af Duhnen, umiddelbart bag diget fører en klitvej til en ringborg. Ved siden af ringborgen ligger gravhøjen Twellberg. Navnet Twellberg (tvillingebjerg) har den tre meter høje høj på grund af den anden høj, som begyndelsen af det 20. århundrede blev ødelagt af kultiveringen. 1948 fandt arkæologen Dietwald Brandt en kvindegrav fra bronzealderen, med stenpakningen til en bulkiste og resterne af den. Ved siden af askeresterne af liget lå to armringe, en fingerring, en kniv, en nål og et bronzespænde.

### Turisme
Duhnen er en af Niedersachsens vigtigste turistområder ved vadehavet og er domineret af hoteller, pensionater, ferielejligheder, restauranter og et stort badeland. Duhnen er udgangspunkt for vadevognture og vadevandring til øen Neuwerk. Stranden er meget flad, så det også ved højvande næsten er umulig at svømme. Nordøst for Duhnen ligger byydelen Döse, mod øst Stickenbüttel og mod syd Sahlenburg. En vigtig attraktion er det traditionsrige vadehavshesteløb Duhner Wattrennen, et hestevæddeløb i vadehavet.
- Duhnen
- Duhnen og Döse
- Hotel i Duhnen
- Gravhøjen Twellberg
- Duhnen, set fra vadehavet
- På diget ved Duhnen i retning af Döse
- Gestklint ved heden "Duhner Heide"
- Vadehavet ved Duhnen, med kysten i det fjerne